# 特定デジタルプラットフォームの透明性及び公正性の向上に関する法律
特定デジタルプラットフォームの透明性及び公正性の向上に関する法律（とくていデジタルプラットフォームのとうめいせいおよびこうせいせいのこうじょうにかんするほうりつ、令和2年6月3日法律第38号）は、デジタルプラットフォームにおける取引の透明性と公正性の向上に関する日本の法律である。
2020年（令和2年）6月3日に公布、2021年（令和3年）2月1日に施行された。

## 主務官庁
- 経済産業省商務情報政策局情報経済課

公正取引委員会経済取引局取引企画課、総務省国際戦略局国際経済課など他省庁と連携して執行にあたる。

## 立法経緯
通信技術やデータを活用して第三者に場を提供するというデジタルプラットフォームの存在が経済社会において不可欠な存在となっていく反面、デジタルプラットフォームの市場では独占化・寡占化が進みやすいという問題も指摘されていた。
そこで、経済産業省・公正取引委員会・総務省は、2018年（平成30年）に「デジタル・プラットフォーマーを巡る取引環境整備に関する検討会」を共同で立ち上げ、デジタル・プラットフォーマー等からのヒアリングや実態調査を進め、同年12月18日に「デジタル・プラットフォーマー型ビジネスの台頭に対応したルール整備の基本原則」を策定した。
2019年（平成31年）2月13日には「未来投資会議（第23回）」において、デジタルプラットフォーム企業と利用者間の取引の透明性や公正性の確保のための法律・制度・ガイドラインの整備を図ることなどが確認された。こうした中で、公正取引委員会は、同年1月から「デジタル・プラットフォーマーの取引慣行等に関する実態調査」を開始し、同年4月17日に中間報告を、同年（令和元年）10月31日に最終報告を、それぞれ公表した。また、同年（令和元年）5月21日、「デジタル・プラットフォーマーを巡る取引環境整備に関する検討会」において、「プラットフォーマー型ビジネスの台頭に対応したルール整備に関するオプション」が公表された。
2019年（令和元年）9月27日に「デジタル市場競争本部」が設置され、2020年（令和2年）1月28日の第3回デジタル市場競争会議において、「特定デジタルプラットフォームの透明性及び公正性の向上に関する法律案」の概要が決定された。
こうした経緯を経て、2020年（令和2年）2月18日に閣議決定がなされ、第201回通常国会に提出された。そして、同年5月27日に可決・成立となり、同年6月3日に公布された。「特定デジタルプラットフォームの透明性及び公正性の向上に関する法律の施行期日を定める政令（令和3年1月29日政令第16号）」により、2021年（令和3年）2月1日に施行された。また、同日に本法の下位法令となる政令「特定デジタルプラットフォームの透明性及び公正性の向上に関する法律第四条第一項の事業の区分及び規模を定める政令（令和3年1月29日政令第17号）」、省令「特定デジタルプラットフォームの透明性及び公正性の向上に関する法律施行規則（令和3年2月1日経済産業省令第1号）」、指針「特定デジタルプラットフォーム提供者が商品等提供利用者との間の取引関係における相互理解の促進を図るために講ずべき措置についての指針」が施行された

## 構成
- 第一章　総則（第1条～第3条）
- 第二章　特定デジタルプラットフォームの透明性及び公正性の向上に関する措置等（第4条～第16条）
- 第三章　雑則（第17条～第22条）
- 第四章　罰則（第23条～第25条）
- 附則

## 目的
情報通信技術の分野における技術革新の進展により、データを活用した新たな産業が創出され、世界的規模で社会経済構造の変化が生じ、デジタルプラットフォームの果たす役割の重要性が増大している。変化の激しいデジタル市場においては、デジタルプラットフォーム提供者の自主性・自律性に配慮する必要がある一方で、そうしたデジタルプラットフォームにおいて商品等提供利用者にとっては、その利用に当たって透明性・公平性が確保されていることが重要であり、そうした利用者の利益の保護を図ることが課題となっている。
本法は、こうした現状認識の下、デジタルプラットフォームの中でも特に事業の規模が大きい「特定デジタルプラットフォーム」について、その情報開示や相互理解の促進を図るために必要な措置などを講ずることにより、その透明性・公正性の向上を図り、最終的には、特定デジタルプラットフォームに関する公正かつ自由な競争の促進を通じて、国民生活の向上・国民経済の健全な発展に寄与することを目的とする。

## 基本理念
デジタルプラットフォーム提供者がデジタルプラットフォームの透明性・公正性の向上のための取組を自主的かつ積極的に行うことを基本とし、国の関与その他の規制を必要最小限のものとすることにより、デジタルプラットフォーム提供者の創意と工夫が十分に発揮されること、デジタルプラットフォーム提供者と商品等提供利用者との間の取引関係における相互理解の促進を図ることを旨として、デジタルプラットフォームの透明性・公正性の向上に関する施策は行われなければならない（本法3条）、という基本理念を置き、規制の大枠については法律で定め、詳細については事業者の自主的取組に委ねる規制手法（共同規制）を採用している。

## 規制の対象
デジタルプラットフォームのうち、その事業の規模が一定以上で特に取引の透明性・公正性を高める必要性の高いプラットフォームを提供する事業者を、「特定デジタルプラットフォーム提供者」として経済産業大臣が指定し、規律の対象とする。

### デジタルプラットフォーム提供者
本法2条5項において、デジタルプラットフォームを単独または共同で提供する事業者を「デジタルプラットフォーム提供者」と定義している。
「デジタルプラットフォーム」については、同条1項において、次のように定義されている。
- 多数の者が利用することを予定して、デジタル技術を用いて構築した場（ホームページなど）であって、商品等提供利用者と、一般の利用者の間の取引等をつなぐ場を提供すること（多面市場）。
- 利用者の増加に伴い、他の利用者の便益が増進される関係を利用するものであること（ネットワーク外部性）。
- 多数の者にインターネットなどのネットワークを通じてその場を提供すること（オンライン性）。

### 特定デジタルプラットフォーム提供者
本法4条1項の規定により経済産業大臣が指定したデジタルプラットフォーム提供者を「特定デジタルプラットフォーム提供者」といい、その指定の原因となったデジタルプラットフォームを「特定デジタルプラットフォーム」という（本法2条6項）。
特定デジタルプラットフォーム提供者に指定された事業者は、特定デジタルプラットフォームを提供する場合の条件の開示（本法5条）、相互理解の促進を図るために必要な措置の実施（本法7条）、報告書の提出（本法9条）が義務付けられる。
2021年（令和3年）4月1日において、以下の事業者が「特定デジタルプラットフォーム提供者」として指定されている。
- 物販総合オンラインモールの運営事業者（カッコ内はその事業者が提供する物販総合オンラインモール）
  - アマゾンジャパン合同会社（Amazon.co.jp）
  - 楽天グループ株式会社（楽天市場）
  - ヤフー株式会社（Yahoo!ショッピング）
- アプリストアの運営事業者（カッコ内はその事業者が提供するアプリストア）
  - Apple Inc.およびiTunes株式会社（App Store）
  - Google LLC（Google Playストア）

## 透明性・公正性の向上に関する措置
特定デジタルプラットフォーム提供者に指定された事業者は、主に以下の措置が課される。利用者は、「提供条件等の開示」「相互理解の促進を図るために必要な措置の実施」について、特定デジタルプラットフォーム提供者が講ずべき措置が講じられていないと認めるときは、経済産業大臣に対し、その旨を申し出て、適当な措置をとるべきことを求めることができる（本法10条1項）。

### 提供条件等の開示
特定デジタルプラットフォームの利用者がデジタルプラットフォームについて自主的・合理的な選択を行うためには、適切・合理的な方法で特定デジタルプラットフォームを提供する場合の条件が開示されている必要がある。そこで、特定デジタルプラットフォーム提供者は、提供条件に関する利用者の理解の増進が図られるように、経済産業省令で定める方法により利用者に対して提供条件を開示しなければならない。
特定デジタルプラットフォーム提供者は、下記に掲げる者に対して特定デジタルプラットフォームを提供するときは、その者に対して、特定デジタルプラットフォームの提供条件として下記のそれぞれの事項を開示しなければならない（本法5条2項）。
- 商品等提供利用者（同項1号）
  - 特定デジタルプラットフォームの提供を拒絶することがある場合は、その判断基準（同号イ）
  - 商品等提供利用者に対して自己の指定する商品・権利の購入、有償の役務の提供を受けることを要請する場合は、その内容・理由（同号ロ）
  - 検索順位を決定するために用いられる主要な事項（同号ハ）
  - 商品等提供データを取得・使用する場合は、そのデータの内容、取得・使用に関する条件（同号ニ）
  - 商品等提供利用者が、商品等提供データを取得し、またはそのデータを他の者へ提供させることの可否。そのデータの取得・提供が可能な場合は、そのデータの内容ならびに取得・提供に関する方法・条件（同号ホ）
  - 商品等提供利用者からの苦情の申出・協議の申入れをするための方法（同号ヘ）
  - 特定デジタルプラットフォーム以外での販売における提供価格や送料など条件について同等以上の取り扱い（最恵国待遇）を求める場合には、その内容・理由（施行規則6条1号）
  - 特定デジタルプラットフォーム提供者自身と商品等提供利用者で異なる取り扱いを行う場合には、その内容・理由（施行規則6条2号）
  - 特定デジタルプラットフォーム提供者の関係会社と商品等提供利用者で異なる取り扱いを行う場合には、その内容・理由（施行規則6条3号）
  - 消費者からの商品の返品・返金について、商品等提供利用者の負担において行う場合には、その内容・条件（施行規則6条4号）
  - 売上金の支払いを留保する場合には、その内容・条件（施行規則6条5号）
- 一般利用者（同項2号）
  - 検索順位を決定するために用いられる主要な事項（同号イ）
  - 商品等購入データを取得・使用する場合は、そのデータの内容および取得・使用に関する条件（同号ロ）

### 相互理解の促進を図るために必要な措置の実施
特定デジタルプラットフォーム提供者は、利用者からの合理的な要請に対応する体制・手続を整備するなど、特定デジタルプラットフォーム提供者と商品等提供利用者との間の取引関係における相互理解の促進を図るために必要な措置を講じなければならない。具体的な措置の内容については、様々な内容が想定され、特定デジタルプラットフォーム提供者の自主的・自律的な取り組みを尊重し、創意と工夫に委ねることが適切ではあるが、措置の適切かつ有効な実施に資するために、必要な指針を経済産業大臣が定めることとしている。
指針は、下記の事項を定めるものとしている（本法7条3項）。
- 取引関係における相互理解の促進を図るために必要な措置に関する基本的な事項（同項1号）
- 公正性を確保するために必要な体制・手続の整備に関する事項（同項2号）
- 商品等提供利用者からの苦情処理および紛争解決のために必要な体制・手続の整備に関する事項（同項3号）
- 国内において必要な業務の管理を行う者（国内管理人）の選任に関する事項（同項4号）
- その他の必要な措置に関する事項（同項5号）

### 報告書の提出
特定デジタルプラットフォーム提供者は、毎年度、経済産業大臣に報告書を提出しなければならない。報告書には、下記の事項を記載しなければならない（本法9条1項）。
- 特定デジタルプラットフォームの事業の概要に関する事項（同項1号）
- 特定デジタルプラットフォームについての苦情の処理・紛争の解決に関する事項（同項2号）
- 本法5条1項から4項までの規定に基づく開示の状況に関する事項（同項3号）
- 本法7条1項の規定に基づき講じた措置に関する事項（同項4号）
- 前記3つまでの事項について自ら行った評価に関する事項（同項5号）

経済産業大臣が報告書の提出を受けたときは、特定デジタルプラットフォームの透明性・公正性についての評価を行い（同条2項）、その評価の結果を報告書の概要と共に公表しなければならない（同条5項）。このとき、あらかじめ総務大臣に協議しなければならず（同条3項）、多角的な視点で評価するために利用者またはその組織する団体、学識経験者などの意見を聴くことができる（同条4項）。
評価の結果が公表された特定デジタルプラットフォーム提供者は、公表された評価の結果を踏まえ、特定デジタルプラットフォームの透明性及・公正性の自主的な向上に努めなければならない（同条6項）。

## 公正取引委員会との連携
本法は、特定デジタルプラットフォームの透明性・公正性の向上を図るものであり、独占禁止法違反の未然防止・環境整備に資するものである。
そこで、経済産業大臣が、特定デジタルプラットフォーム提供者について、特定デジタルプラットフォームの透明性・公正性を阻害する行為があり、独占禁止法違反であると認めるときは、公正取引委員会に対して、独占禁止法の規定に従い、適当な措置をとるべきことを求めることができる（本法13条）。ただし、下記の場合には、適当な措置をとるべきことを求めなければならない（同条但書）。
- 特定デジタルプラットフォームの透明性・公正性を阻害する行為が、多数の商品等提供利用者に対して行われていると認められるとき（同条1号）。
- 特定デジタルプラットフォームの透明性・公正性を阻害する行為によって、商品等提供利用者が受ける不利益の程度が大きいと認められるとき（同条2号）。
- 上記のほか、特定デジタルプラットフォームの透明性・公正性を阻害する重大な事実があると認められるとき（同条3号）。